# Mina de cobre de Ashio

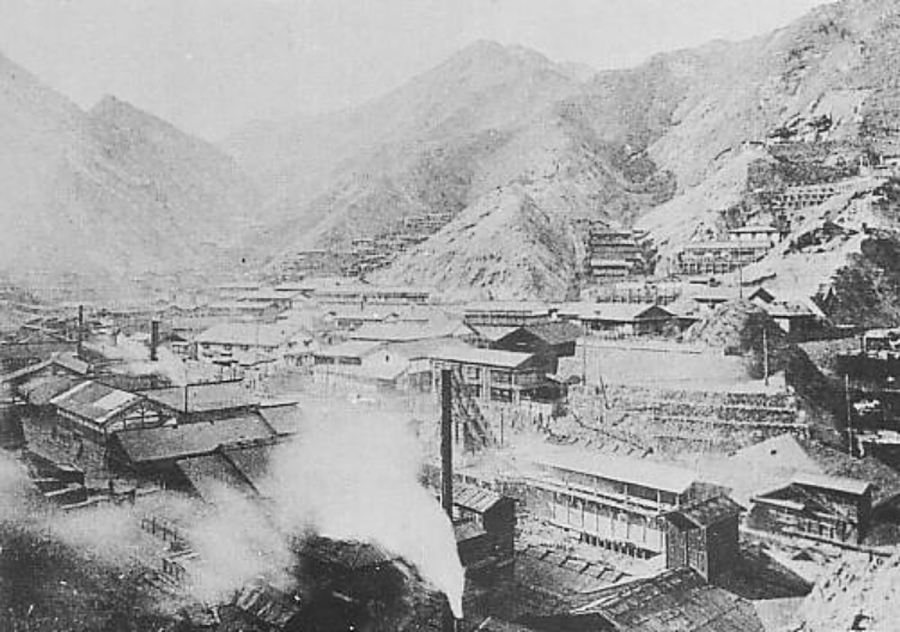
Mina de cobre de Ashio cerca de 1895.

La mina de cobre de Ashio se encuentra en la prefectura Tochigi, Japón.
La mina Ashio ha estado en operación desde el 1600 cuando era propiedad del shogunato Tokugawa. En ese entonces tenía una producción anual de 1.500 toneladas, aunque este volumen luego declinó y la mina se cerró en el 1800. Hacia 1871, pasó a propiedad privada luego de la industrialización impulsada durante la Restauración Meiji. Hacia 1877 pasó a ser propiedad de Furukawa Ichibei, y hacia fines del 1880 su producción había aumentado en forma dramática, alcanzando 4.090 toneladas durante 1885, representando el 78 por ciento de toda la producción de las minas propiedad de Furukawa y el 39 por ciento de toda la producción de cobre del Japón.
La mina produjo una seria contaminación hacia la década de 1880 y en ella también hubo importantes revueltas de mineros en 1907.
La mina Ashio fue cerrada en 1973.